# Expocenter
L'Expocenter d'Ukraine (VDNG) (Ukrainien: Експоцентр України (ВДНГ)), connu autrefois sous le nom d' Exposition des Réalisations de l'Économie Nationale du RSS d'Ukraine (Ukrainien: Виставка досягнень народного господарства УРСР) ou VDNG de la RSS d'Ukraine (Ukrainien: ВДНГ УРСР), est un grand complexe de foire-exposition, inauguré le 6 juillet 1958 par Nikolaï Podgorny. Situé à Kiev, il est issu d'un projet menée par l'URSS à partir de 1949, pour une construction qui débute en 1952. Une partie des bâtiments est classée.

## Présentation

### Accès
L'Expocenter est accessible via son entrée à l'avenue Akademia Hlushkova, ou par la station de métro Vystavkovyi Tsentr.

### Débuts de l'Expocenter
Le projet remonte à 1949, où l'Union Soviétique décide de construire une foire agricole à Kiev, sur le modèle des autres foires agricoles, qui existaient alors, surtout dans la république socialiste d'Ukraine. La plus connue étant celle du VDNKh, à Moscou, construite dans les années 30.
L'idée initiale de ces expositions était de présenter les réussites agricoles de l'Union Soviétique, mais, d'une part l'inspiration provenait des grandes foires internationales, ce qui explique la taille et le volume important de constructions en dur, et à partir des années 50, les foires cessent de se limiter au seul champ de l'agriculture.
C'est la résolution du cabinet des ministres qui lance le projet en 1949, sur l'emplacement d'une localité appelée Khutor Krasny Traktir, une ancienne taverne. La construction débute en 1952, sous la supervision de l'architecte Boris Zhezherin, avec une inauguration en 1958, qui verra une foule très nombreuse accourir pour l'évènement, avec 150.000 visiteurs.
Comme la conception et la construction remonte à la fin des années 1940, le style architectural est très influencé par le mouvement stalinien. Ce qui explique la ressemblance avec les bâtiments du VDNKh de Moscou.
Comme pour les foires internationales, le VDNG propose des pavillons thématiques, en fonction du secteur d'activité. Il se différencie en cela du VDNKh, qui propose des pavillons selon leur appartenance à telle ou telle république socialiste soviétique.

### Histoire de l'Expocenter
L'Expocenter a connu plusieurs évolutions, avec l'ajout de nouveaux pavillons au fil du temps, ou leur modifications.
Par exemple, le restaurant "Cygne" est devenu "Prague" en 1959, après qu'une exposition sur la Tchécoslovaquie se soit tenue dans le VDNG.
Parmi les personnalités ayant visité l'Expocenter, on peut citer le prince Philip et sa fille Anne en 1975, ou Margareth Thatcher en 1990.

### L'Expocenter aujourd'hui
Tout comme pour le VDNKh, l'Expocenter a passé des années difficiles après la chute de l'URSS. Les entreprises ont investi les pavillons et l'entretien n'a pas été optimal.
À partir de 2015, les choses changent, l'Expocenter est repris en main, et les autorités publiques décident de lui redonner une dimension plus festive, en le transformant en un parc plus ludique, qui s'ouvre à un public plus jeune.
Aujourd'hui, l'Expocenter propose toujours des foires agricoles, qui sont présentées deux fois par an. Elles permettent d'acheter des produits directement aux producteurs.
Autre spécificité de l'Expocenter, la conservation de certains arbres fruitiers, pour certains âgés de plus de 70 ans, permet de récolter des fruits, notamment des agrumes.

### Structure
Il est constitué de cent quatre-vingt bâtiments dont vingt sont classés.
Les premiers pavillons construits furent le pavillon central, construction de machines et d'instruments, industrie du charbon, du pétrole, du gaz et des métaux, énergie et électrification, industrie de la construction et des matériaux de construction, matières plastiques et polymères, agriculture, cultures céréalières et oléagineuses, cultures industrielles, élevage, cultures maraîchères, horticulture et viticulture, ainsi que des pavillons d'exposition en grandeur réelle d'élevages d'animaux.
A cette première série de pavillons, s'ajoutèrent au fil du temps : Industrie du charbon, expositions périodiques, mécanisation et électrification de l'agriculture, biens de consommation, richesses marines, et éducation publique.
Parmi les pavillons particuliers il y'a :
- Le Pavillon n°1 ou pavillon central, qui mesure 75 m de haut, avec une flèche dorée de 25 m[2].
- Le Pavillon n°13, consacré à l'industrie du charbon. Il contient notamment une reproduction de mine, les visiteurs sont amenés dans un tunnel souterrain, via un ascenseur, puis déambulent dans des galeries qui expliquent l'extraction du charbon[2].

En plan.
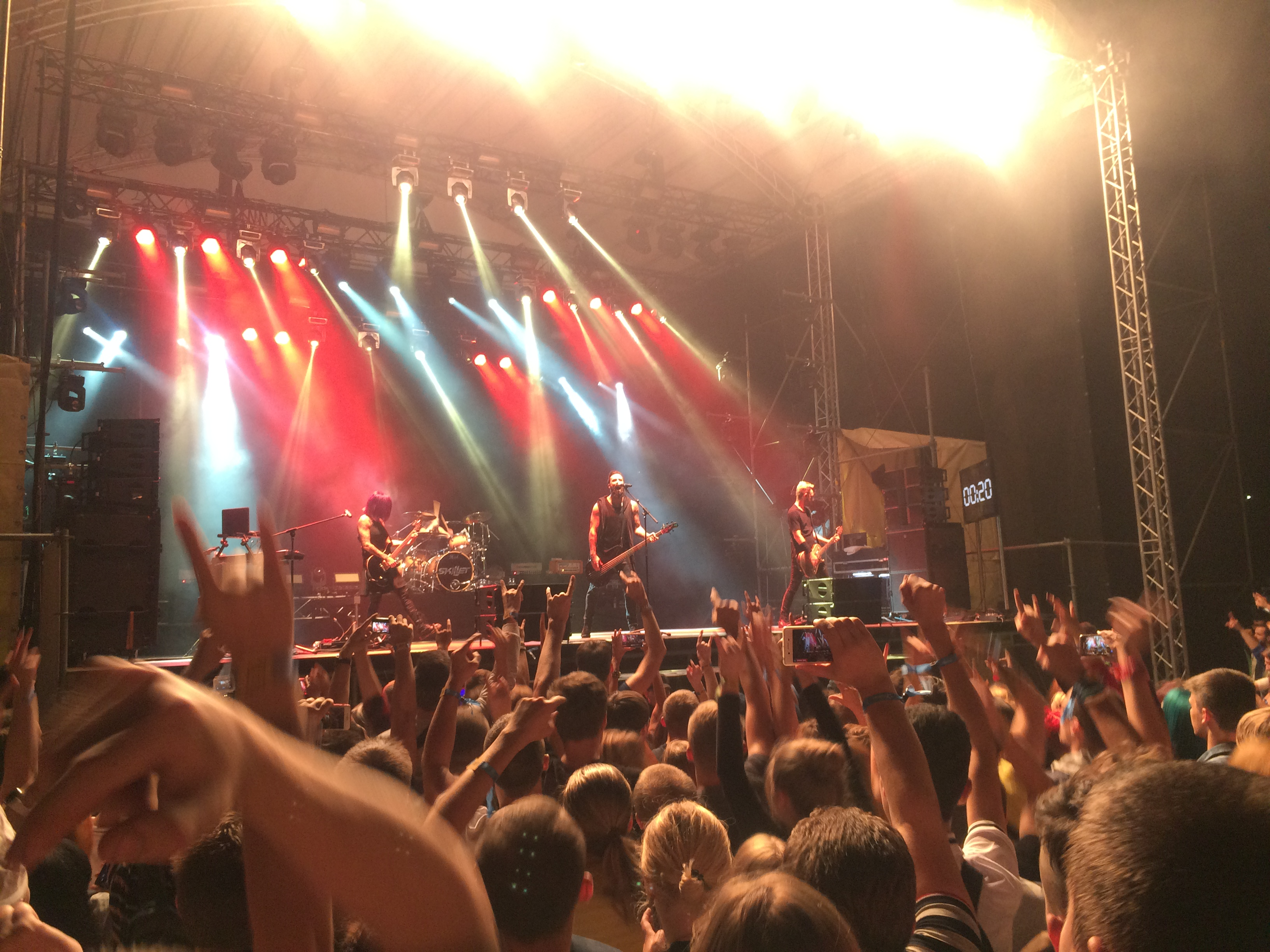
Atlas weekend de 2018.
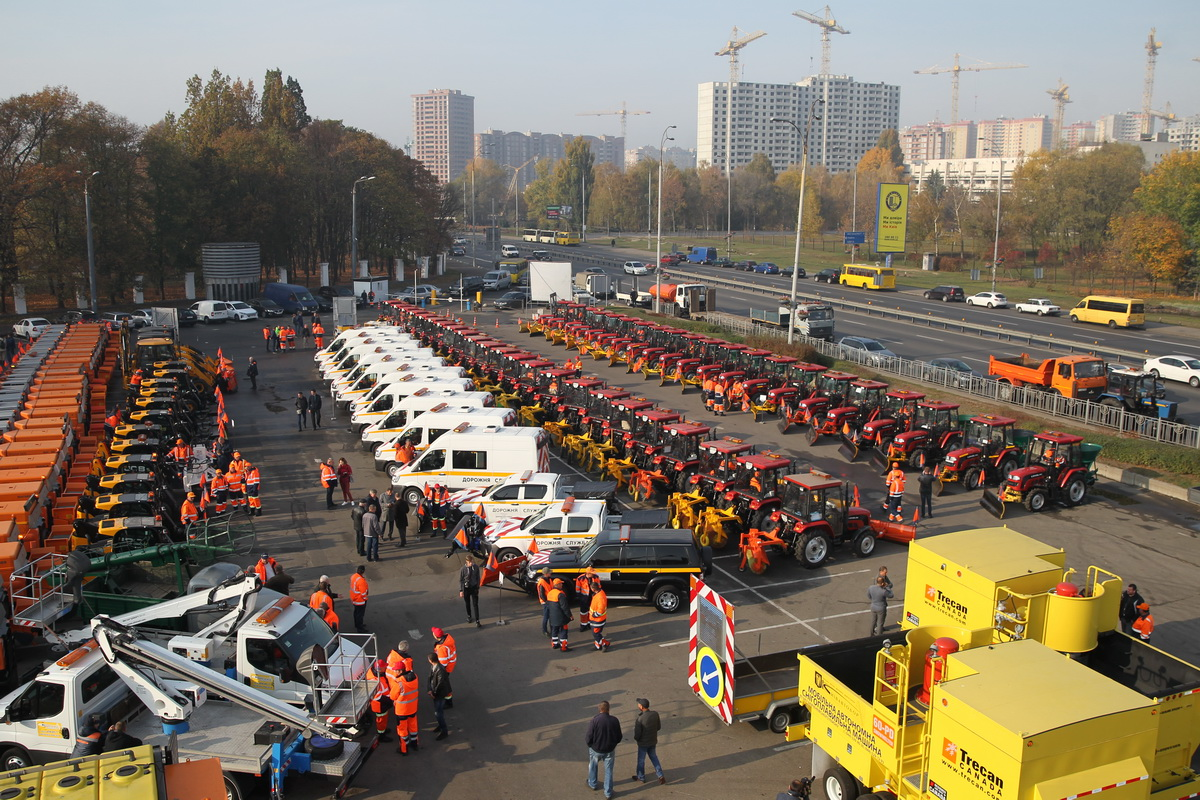
Kyivavtodor de 2019.
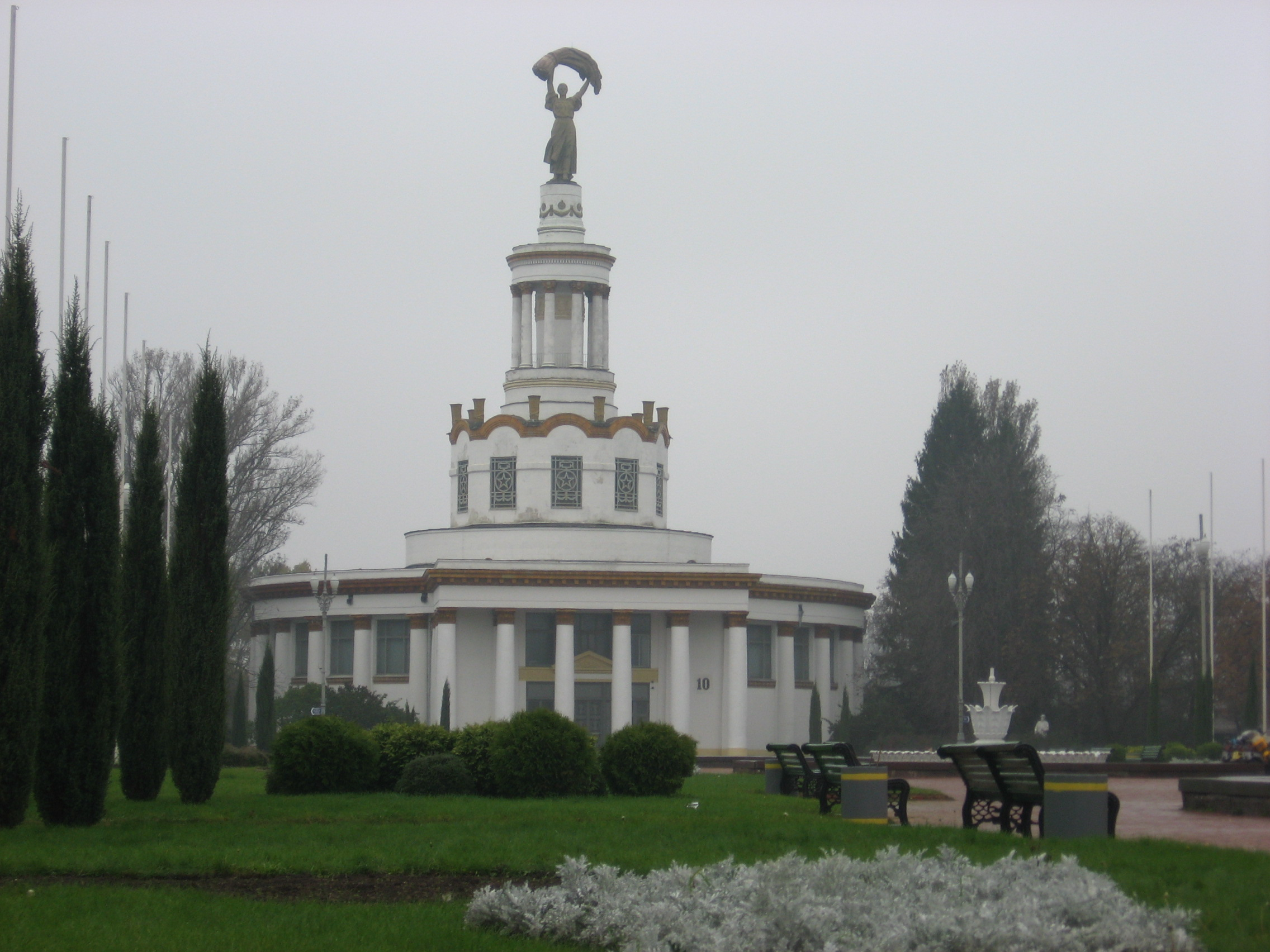
Halle 10 classée
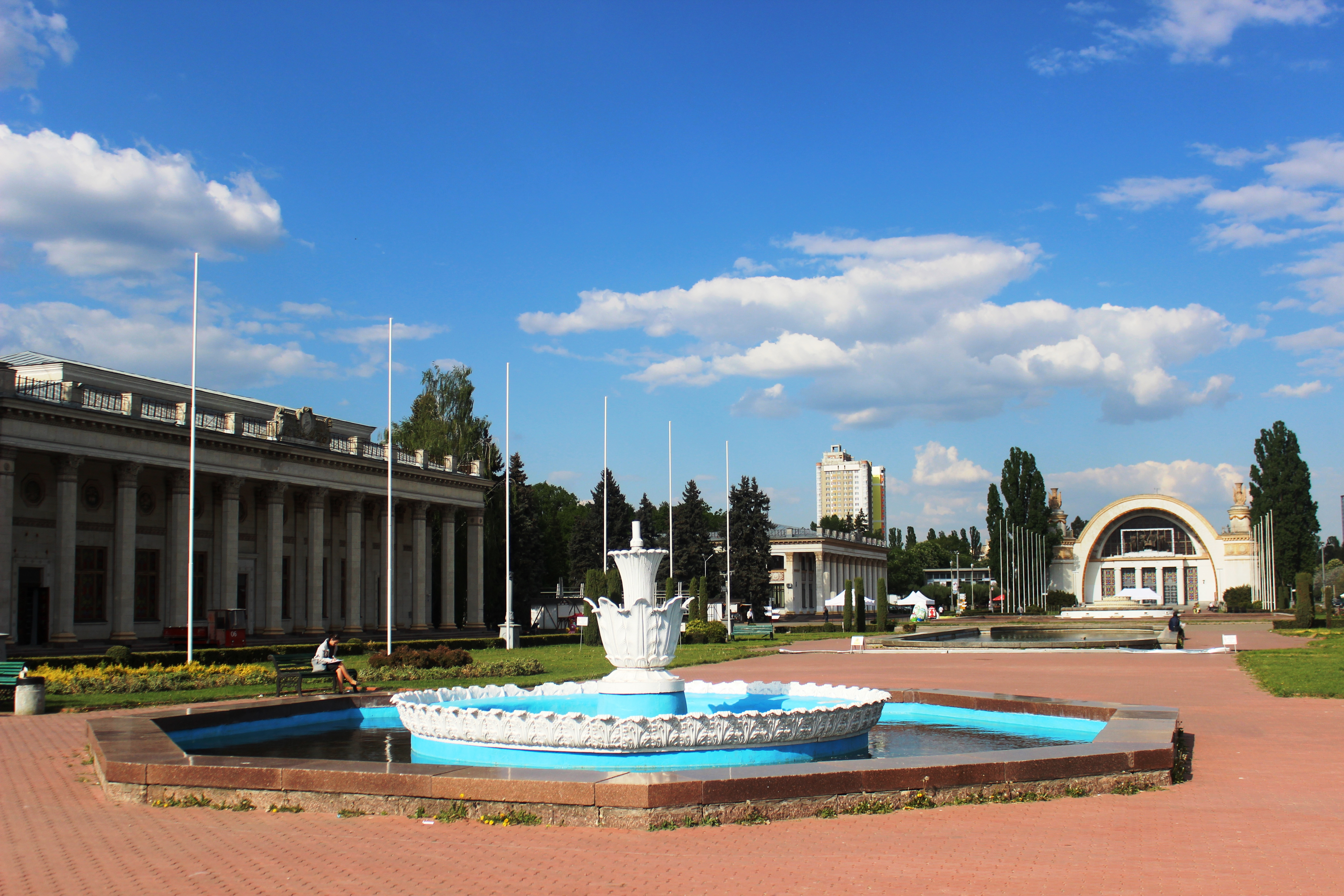
fontaine des halles 4&8 classée
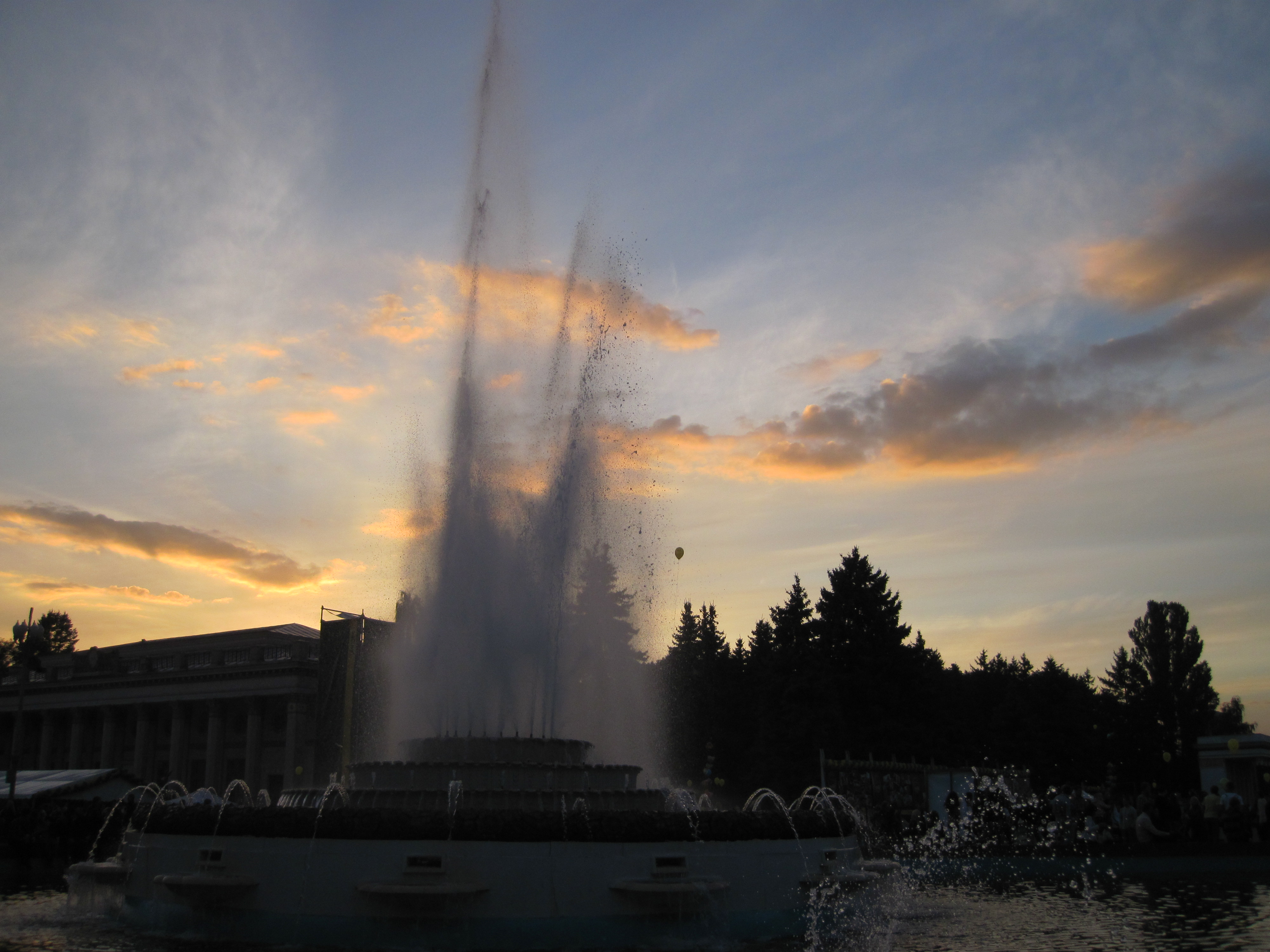
La fontaine principale classée
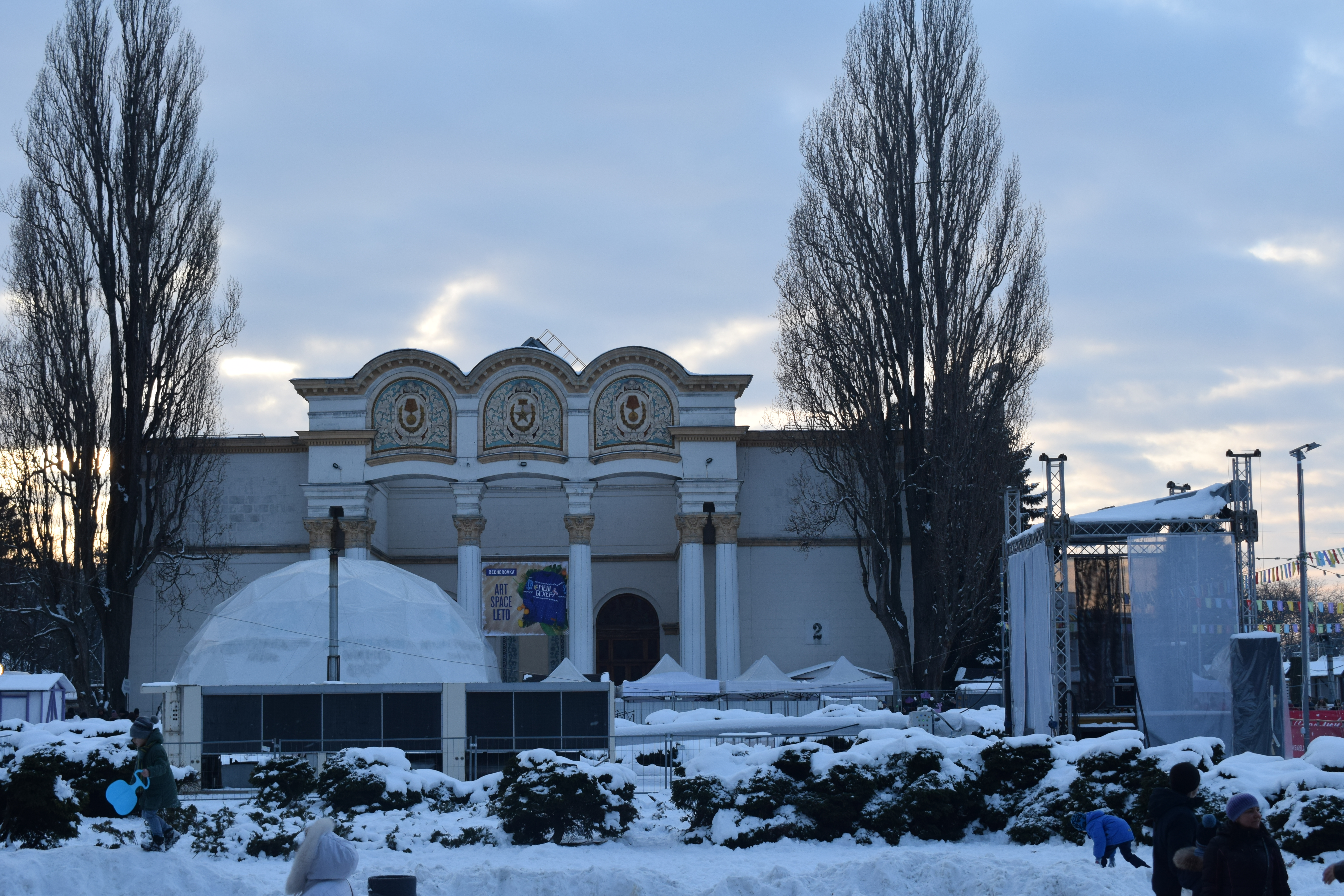
Halle 2 classée
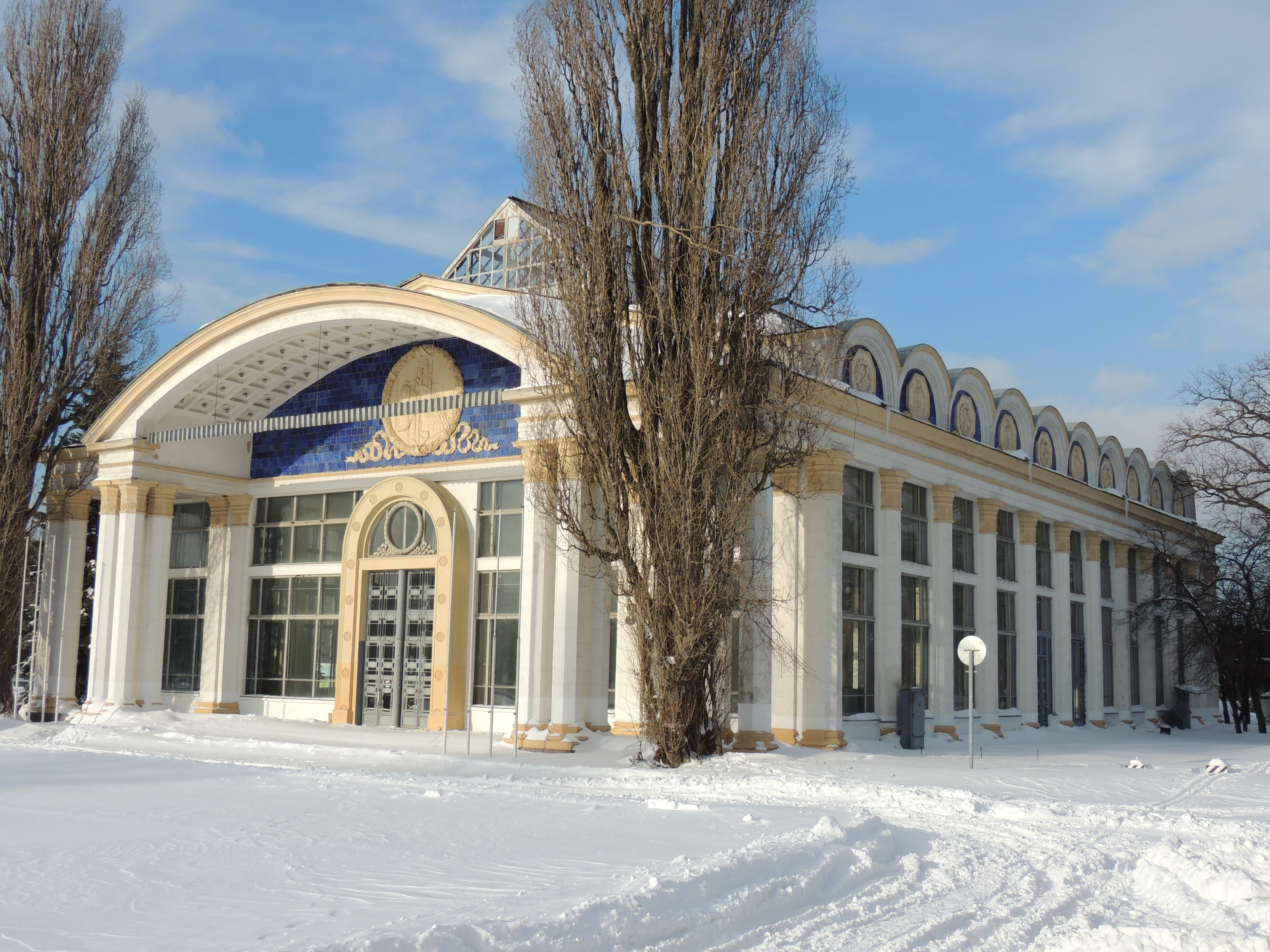
Halle 3 classée
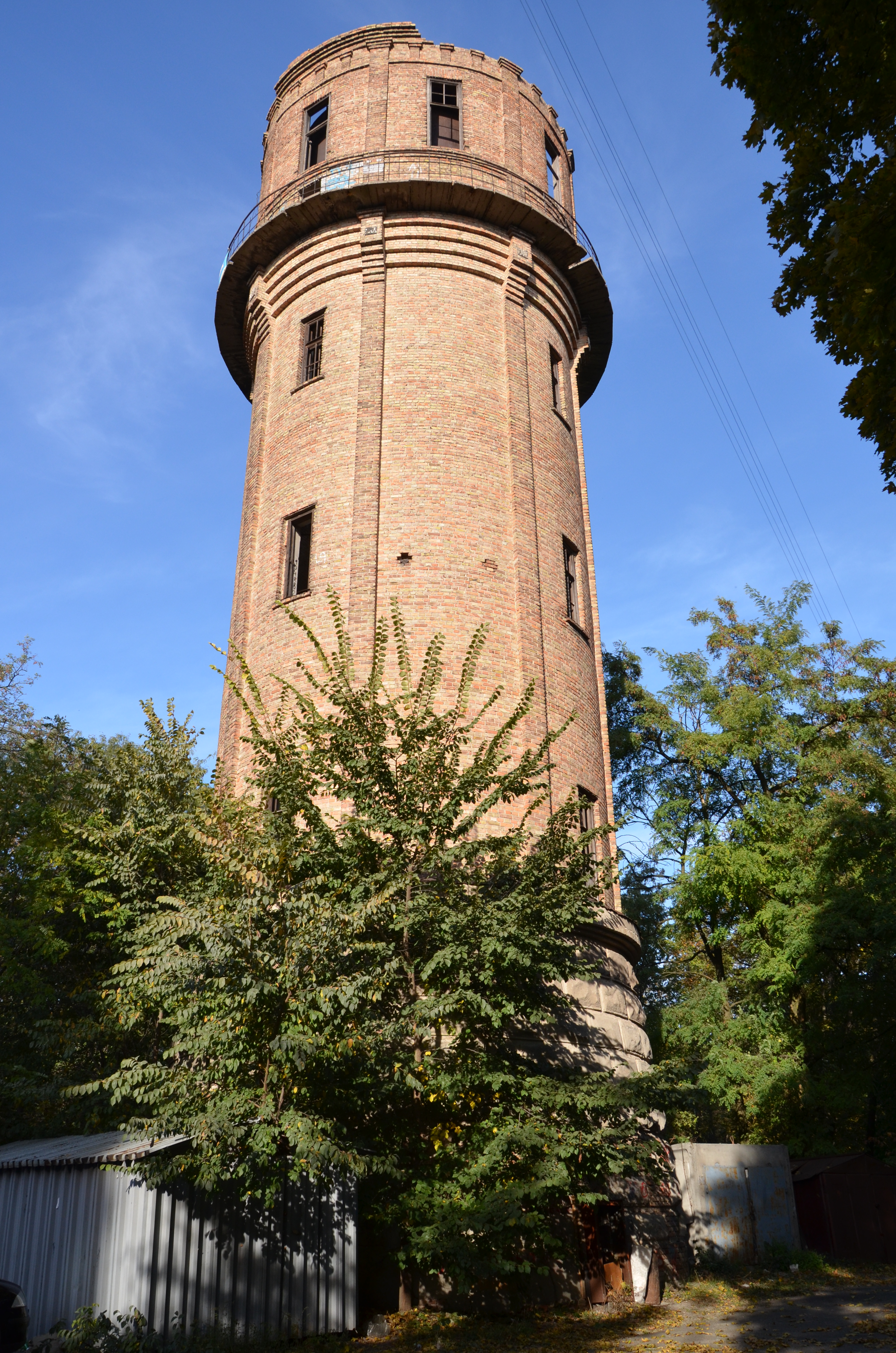
Château d'eau classé